# Muhammad al-Ghafiqi

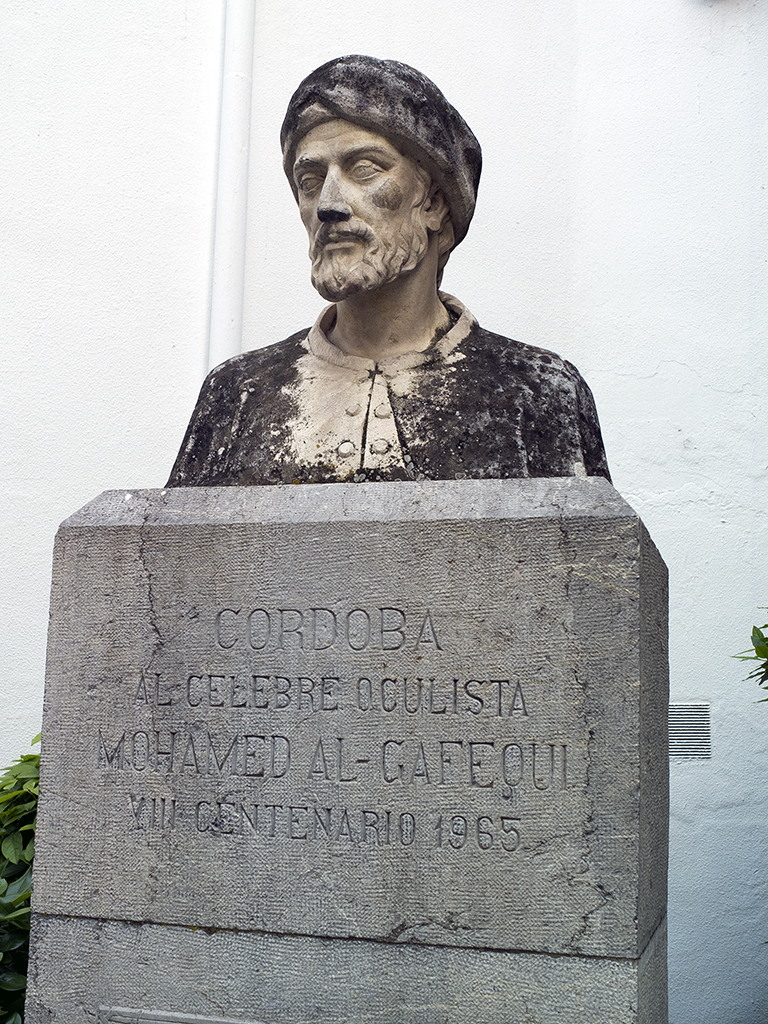
Büste von Al-Gafequi in Cordoba

Muhammad ibn Qassum ibn Aslam al-Ghafiqi (arabisch محمد بن قسوم بن أسلم الغافقي, DMG Muḥammad b. Qassūm b. Aslam al-Ġāfiqī, spanisch Mohamed Al-Gafequi; geb. möglicherweise in Torrecampo/Belalcázar; † 1165, Córdoba) war ein Augenarzt in al-Andalus. Er war Experte für die Operation von Katarakten (Grauer Star) und die Behandlung weiterer Augenleiden. Sein Traktat über die Augenheilkunde المرشد في الكحل / al-Muršid fī l-kuḥl, spanisch «Guía del oculista», ist noch als Originalmanuskript in der Bibliothek des Escorial vorhanden.
Die Stadt Córdoba ließ 1965 zur 700-Jahr-Feier eine Büste anfertigen, die von dem Bildhauer Miguel Arjona Navarro angefertigt wurde und auf der Plaza del Cardenal Salazar im Viertel Judería de Córdoba steht.